# Estágio de espelho

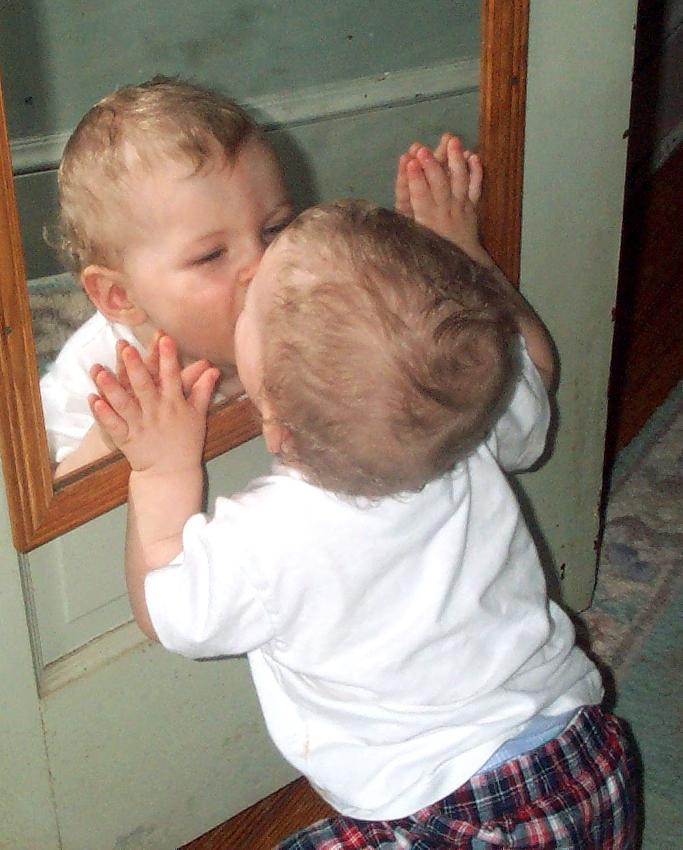
Uma criança e um espelho

O estágio do espelho (em francês:  stade du miroir) é um conceito na teoria psicanalítica de Jacques Lacan. O estágio do espelho é baseado na crença de que os bebês se reconhecem em um espelho (literal) ou outra engenhoca simbólica que induz apercepção (a transformação de si mesmo em um objeto que pode ser visto pela criança de fora eles próprios) a partir dos seis meses de idade.
Inicialmente, Lacan propôs que o estágio do espelho fazia parte do desenvolvimento de uma criança dos 6 aos 18 meses, conforme descrito no Décimo Quarto Congresso Psicanalítico Internacional em Marienbad em 1936. No início da década de 1950, o conceito de Lacan do estágio do espelho havia evoluído: ele não mais considerou o estágio do espelho como um momento da vida do bebê, mas como representante de uma estrutura permanente de subjetividade, ou como paradigma da “ordem imaginária”. Esta evolução no pensamento de Lacan fica clara em seu ensaio posterior intitulado “The Subversion of the Subject and the Dialectic of Desire”.

## História do desenvolvimento
O conceito de estágio do espelho de Lacan foi fortemente inspirado em trabalhos anteriores do psicólogo Henri Wallon, que especulou com base em observações de animais e humanos respondendo aos seus reflexos em espelhos. Wallon observou que, por volta dos seis meses de idade, tanto os bebés humanos como os chimpanzés parecem reconhecer o seu reflexo num espelho. Enquanto os chimpanzés perdem rapidamente o interesse pela descoberta, os bebés humanos normalmente ficam muito interessados e dedicam muito tempo e esforço à exploração das ligações entre os seus corpos e as suas imagens. Em um artigo de 1931, Wallon argumentou que os espelhos ajudavam as crianças a desenvolver um senso de identidade própria. No entanto, pesquisas posteriores sobre testes de espelho indicam que, embora as crianças geralmente sejam fascinadas por espelhos, elas não se reconhecem realmente nos espelhos até a idade de 15 meses, levando o crítico com formação psicanalítica Norman N. Holland a declarar que "há não há nenhuma evidência da noção de Lacan de um estágio de espelho”. Da mesma forma, o médico Raymond Tallis observa que uma interpretação literal do estágio do espelho lacaniano contradiz observações empíricas sobre a identidade e a personalidade humanas: "Se o amadurecimento epistemológico e a formação de uma imagem do mundo dependessem da visão de si mesmo em um espelho, então a teoria [do estágio do espelho] preveria que os indivíduos congenitamente cegos não teriam personalidade e seriam incapazes de entrar na linguagem, na sociedade ou no mundo em geral. Não há qualquer evidência de que esta consequência implausível da teoria seja confirmada na prática."
As ideias de Wallon sobre os espelhos no desenvolvimento infantil eram claramente não-freudianas e pouco conhecidas até serem revividas de forma modificada alguns anos depois por Lacan. Como escreve Evans, "Lacan usou essa observação como um trampolim para desenvolver um relato do desenvolvimento da subjetividade humana que era inerentemente, embora muitas vezes implicitamente, de natureza comparativa". Lacan tentou vincular as ideias de Wallon à psicanálise freudiana, mas foi recebido com indiferença por parte da comunidade mais ampla de psicanalistas freudianos. Richard Webster explica como o "artigo complexo e às vezes impenetrável... parece ter causado pouca ou nenhuma impressão duradoura nos psicanalistas que o ouviram pela primeira vez. Não foi mencionado no breve relato de Ernest Jones sobre o congresso e não recebeu nenhuma discussão pública."
Na década de 1930, Lacan participou de seminários de Alexandre Kojève, cuja filosofia foi fortemente influenciada por Hegel. A estrutura diacrônica da teoria do estágio do espelho é influenciada pela interpretação de Kojève da dialética senhor-escravo. Lacan continuou a refinar e modificar o conceito de estágio de espelho durante o restante de sua carreira; Veja abaixo.
Dylan Evans argumenta que as primeiras versões de Lacan do estágio do espelho, embora falhas, podem ser consideradas um pioneirismo ousado no campo da etologia (o estudo do comportamento animal) e um precursor da psicologia cognitiva e da psicologia evolucionista. Na década de 1930, os zoólogos estavam cada vez mais interessados no então novo campo da etologia, mas só na década de 1960 é que a comunidade científica em geral acreditaria que o comportamento animal oferecia quaisquer insights sobre o comportamento humano.
No entanto, Evans também observa que na década de 1950 o conceito de estágio do espelho de Lacan tornou-se abstraído a tal ponto que não exigia mais um espelho literal, mas poderia ser simplesmente a observação da criança do comportamento observado nos gestos imitativos de outra criança ou idoso.

## Auto-alienação
A iniciação da criança no que Jacques Lacan chamaria de "estágio do espelho" acarreta um "dinamismo libidinal" causado pela identificação da criança com sua própria imagem e pela criação do que Lacan chama de "Eu Ideal" ou "Ego Ideal". Essa reflexividade inerente à fantasia fica evidente no estágio do espelho, pois reconhecer-se como “eu” é como reconhecer-se como outro (“sim, aquela pessoa ali sou eu”); este ato é, portanto, fundamentalmente autoalienante. Na verdade, por esta razão, os sentimentos em relação à imagem se misturam, presos entre o ódio (“Odeio essa versão de mim mesmo porque é muito melhor do que eu”) e o amor (“Quero ser como aquela imagem”). Um tipo de compulsão à repetição se desenvolve a partir dessa vacilação, à medida que a tentativa de localizar um assunto fixo se mostra cada vez mais difícil. “O palco do espelho é um drama... que fabrica para o sujeito, apanhado na atração da identificação espacial, a sucessão de fantasias que se estende desde uma imagem corporal fragmentada até uma forma de sua totalidade.” Esse reconhecimento errôneo (ver um eu ideal onde existe um corpo fragmentado e caótico) subsequentemente "caracteriza o ego em todas as suas estruturas".

## Como fenômeno
O estágio do espelho é um fenômeno ao qual atribuo um duplo valor. Em primeiro lugar, tem valor histórico porque marca uma viragem decisiva no desenvolvimento mental da criança. Em segundo lugar, tipifica uma relação libidinal essencial com a imagem corporal. (Lacan, Some reflections on the Ego, 1953)
À medida que Lacan desenvolve o conceito de estágio de espelho, a ênfase recai menos sobre o seu valor histórico e cada vez mais sobre o seu valor estrutural. “Valor histórico” refere-se ao desenvolvimento mental da criança e “valor estrutural” à relação libidinal com a imagem corporal. No quarto seminário de Lacan, La Relationship d'objet, ele afirma que "o estágio do espelho está longe de ser um mero fenômeno que ocorre no desenvolvimento da criança. Ele ilustra a natureza conflitante da relação dual". A relação dual (relation duelle) refere-se não apenas à relação entre o Ego e o corpo, sempre caracterizada por ilusões de semelhança e reciprocidade, mas também à relação entre o Imaginário e o Real. A identidade visual dada a partir do espelho fornece “totalidade” imaginária à experiência de um real fragmentário. Veja o artigo de Lacan, "O estágio do espelho como formador da função do eu revelada na experiência psicanalítica", o primeiro de seus Écrits.
O estágio do espelho descreve a formação do Ego através do processo de identificação, sendo o Ego o resultado da identificação com a própria imagem especular. Aos seis meses o bebê ainda não tem coordenação (ver Louis Bolk); entretanto, Lacan levantou a hipótese de que o bebê pode se reconhecer no espelho antes de obter controle sobre seus movimentos corporais. A criança vê sua imagem como um todo, mas isso contrasta com a falta de coordenação do corpo e leva a criança a perceber um corpo fragmentado. Esse contraste, supôs Lacan, é primeiramente sentido pela criança como uma rivalidade com sua própria imagem, porque a totalidade da imagem a ameaça de fragmentação; assim, o estágio do espelho dá origem a uma tensão agressiva entre o sujeito e a imagem. Para resolver esta tensão agressiva, o sujeito identifica-se com a imagem: esta identificação primária com a contraparte é o que forma o Ego. (Evans, 1996) O momento de identificação é para Lacan um momento de júbilo, pois leva a um sentido imaginário de domínio. (Écrits, "The Mirror Stage") No entanto, o júbilo também pode ser acompanhado por uma reação depressiva, quando o bebê compara seu próprio precário senso de domínio com a onipotência da mãe. (La Relationship d'objet) Esta identificação também envolve o ego ideal que funciona como uma promessa de totalidade futura sustentando o Ego em antecipação.
O estágio do espelho, Lacan também hipotetizou, mostra que o Ego é o produto de um mal-entendido – o termo "méconnaissance" de Lacan implica um falso reconhecimento. Além disso, é na fase do espelho que o sujeito se aliena de si mesmo e, assim, é introduzido na ordem do Imaginário.
O Mirror Stage tem também uma dimensão simbólica significativa. A ordem Simbólica está presente na figura do adulto que carrega o bebê: no momento em que o sujeito assume jubilosamente sua imagem como sua, ele vira a cabeça em direção a esse adulto que representa o grande Outro, como se quisesse invocá-lo. para ratificar esta imagem. (Décimo Seminário, "L'angoisse", 1962–1963)